# Parador Alta Italia
O Parador Alta Italia é um dos paradores do Metrotranvía de Mendoza, situado no distrito de General Gutiérrez, entre o Parador Piedrabuena e o Parador Maza. Administrado pela Empresa Provincial de Transporte de Mendoza (EPTM), faz parte da Linha Verde.
Foi inaugurado em 28 de fevereiro de 2012. Localiza-se no cruzamento da Rua Irigoyen H. com a Rua Alta Italia. Atende o bairro Valle Azul.